# Furios și iute 8
Fast & Furious 8 (Furios și iute 8 în română) este un film de acțiune american regizat de Felix Gary Gray și scris de Chris Morgan. Acesta este cel de-al optulea film din franciza Fast and Furious. Distribuția principală este formată din Vin Diesel, Dwayne Johnson, Michelle Rodriguez, Tyrese Gibson, Chris 'Ludacris' Bridges, Nathalie Emmanuel, Don Omar, Tego Calderon, Kurt Russell, Charlize Theron și Jason Statham. Acesta a fost lansat pe 13 aprilie a 2017.
Pregătirile pentru film au început imediat după premiera Furious 7 (2015). În octombrie 2015, după efectuarea filmului Straight Outta Compton, Felix Gary Gray a fost anunțat să regizeze filmul, în locul lui James Wan, care a regizat filmul anterior din serie.

## Sinopsis
Acum că Dominic Toretto și Letty Ortiz sunt în Luna de Miere, și Brian și Mia au fost scoși, iar restul echipei au fost exonerați, echipa a găsit calea spre o viață normală. Dar atunci când o femeie misterioasă îl seduce pe Dom într-o lume a crimei pare să nu fie capabil de a scăpa și își trădează familia. Se vor confrunta cu încercări pe care îi va testa ca niciodată înainte. De la coastele Cubei și pe străzile din New York până în câmpiile înghețate ale Mării Barents, echipa de elită va traversa globul pentru a opri o anarhistă din a declanșa haosul în lume și pentru a recupera omul care a creat familia.

## Distribuție
- Vin Diesel ca Dominic Toretto
- Dwayne Johnson ca Luke Hobbs
- Jason Statham ca Deckard Shaw
- Michelle Rodriguez ca Letty Ortiz
- Tyrese Gibson ca Roman Pearce
- Ludacris ca Tej Parker
- Scott Eastwood ca Little Nobody
- Nathalie Emmanuel ca Ramsey
- Elsa Pataky ca Elena Neves
- Kurt Russell ca Mr. Nobody
- Charlize Theron ca Cipher

## Legături externe
- Furios și iute 8 la Internet Movie Database
- Furios și iute 8 la CineMagia